# Wallah (Sénégal)
Pour l’article homonyme, voir Wallah.
Wallah (ou Ouallah, Ouala) est une localité du nord du Sénégal, située sur le fleuve Sénégal, dans la région de Saint-Louis. Elle faisait partie de la communauté rurale de Pété jusqu'à ce que cette localité soit érigée en commune en 2008. 

## Population
Wallah comptait 791 habitants en 2007.